# Hiba Mohamed
Hiba Salah-Eldin Mohamed (sinh ngày 18 tháng 1 năm 1968) là một nhà sinh học phân tử người Sudan làm việc tại Đại học Khartoum. Cô đã giành giải thưởng Pfizer của Hiệp hội Hoàng gia 2007.

## Cuộc sống ban đầu và giáo dục
Mohamed học Động vật học tại Đại học Khartoum, lấy bằng Cử nhân năm 1993 và Thạc sĩ năm 1998. Cô chuyển đến Viện nghiên cứu y học (CIMR) của Đại học Cambridge để lấy bằng tiến sĩ năm 2002. Nghiên cứu tiến sĩ của cô, "Vai trò của di truyền ký chủ trong tính nhạy cảm đối với Kala-azar ở Sudan", dưới sự giám sát của Jenefer Blackwell. Cô vẫn ở CIMR như một đồng nghiệp sau tiến sĩ.

## Nghiên cứu
Mohamed đã được trao Giải thưởng Phát triển Nghiên cứu Tin cậy Wellcome, và quay trở lại Đại học Khartoum để làm Giáo sư tại Khoa Sinh học Phân tử. Nghiên cứu của cô tập trung vào việc tìm hiểu di truyền của bệnh leishmania Visceral. Cô đã được trao giải thưởng Pfizer của Hiệp hội Hoàng gia năm 2007 vì nghiên cứu về căn bệnh này, lây truyền qua vết cắn của ruồi cát. Không có vắc-xin hoặc điều trị hiệu quả, và có tới 350 triệu người có nguy cơ trên toàn thế giới. Mohamed là một phần của lễ kỷ niệm Tuần lễ Hoàng gia Châu Phi năm 2008  Năm 2010, Mohamed được bổ nhiệm làm thành viên của Học viện trẻ toàn cầu.